# نادي المعقل
نادي المعقل الرياضي هو فريق كرة قدم عراقي مقره في المعقل، البصرة، يلعب في الدوري العراقي الدرجة الثانية.

## روابط خارجية
- نادي المعقل على Goalzz.com
- أندية العراق - تواريخ التأسيس
- اتحاد أندية البصرة